# 馬嘉聰
馬嘉聰（1996年—），暱稱小馬，香港職業籃球員及籃球教練，司職得分後衛，現效力於香港甲一聯賽安保漢友，以及Shooter Basketball Club（SBC）的成員。馬嘉聰同時亦為元朗聞女性底褲事件之疑犯。
馬嘉聰中學就讀於中華基督教會桂華山中學，五旬節聖潔會永光書院。師承香港前三分王、現為著名籃球評述員及教練的翁金驊，因此亦加入由翁領軍的甲一新軍安保漢友。

## 事件
2021年9月20日，一條片段在元朗區居民的社群中上載，一名男子涉嫌偷取女性底褲並進入後巷吸氣，更疑似有自慰行為。有眼尖的網民懷疑該名男子即為馬嘉聰。其後，馬在其個人Instagram中截圖案中男子並上載Story，指出「真係咁似[我]咩？」（真的那麼像[我]嗎？），以否認事件。但其後警方宣佈拘捕馬嘉聰，馬的IG亦已被刪除。